# 납작두개골뒤쥐
납작두개골뒤쥐(Sorex roboratus)는 땃쥐과에 속하는 포유류의 일종이다. 몽고와 중국, 러시아에서 발견된다.